# 細細老師
細細老師（1966年—），本名陸月明，原名陸耀鴻，是一名双性人維權人士，也是香港第一位公开承认自己生理性别特征的雙性人。她出生时就患有雄激素不敏感綜合症（PAIS）。細細老師以男性身份生活了36年，现在她认同自己是女性，并以此为生。在医生的建议下，細細老師通过性別肯定手術将自己的性别特征从双性人改为女性。因为她所患的PAIS类型很可能会引发癌症。
2011年，細細老師創辦了「藩籬以外—認識及關愛雙性人」組織。

## 背景
細細老師是家里的第一个孩子。当細細老師出生时，医生发现她兩性特徵不明顯。但父母較希望她是男嬰，於是把她取名為陸耀鴻。六個月時開始有較明顯的類男性性器官，因此把她歸類為男性。但由於有關器官不明顯和被認定為有缺陷（陰莖沒有尿道口，尿道口反長在會陰），所以在8岁至13岁之间應父母期望接受了20多次陰莖重建手术，构建尿道。每次都失敗。細細老師在手术难以忍受和受歧視的情況下，患上了重性抑郁障碍，曾多次尝试自杀。新闻记录显示，細細老師是20世纪70年代在香港廣華醫院接受手术“修复”身体结构的七人當中唯一的幸存者，其他的都選擇自殺。細細老師在13岁接受了手术後，決定不再作任何生殖器重建。
青春期期间，細細老師出现乳房发育、痛经、尿液带血等症状。医生解释说，她的身体对雄激素没有反应。36歲時去泰國檢查，发现她的體內擁有阴道和不完整的子宫。最终，細細老師在香港醫師的建議下接受了手术，切除了男性生殖器，以免患上睾丸癌，並重置陰道。现在她改名為陸月明，以女性身份生活，身份證上的性別亦從男性改成女性。不過她本人表示自己並非想成為女性，而是不想以男性的身份生活。

## 教育
尽管过去经历种种，細細老師还是完成了学业，获得了社會工作和中医学学位，以及香港中文大學性别研究硕士学位。她目前在香港经营一所全人照顧的性別友善中醫診所。

## 倡导
細細老師于2011年创立了「藩籬以外—認識及關愛雙性人」组织，一直致力于传播对双性人的认识。该组织的目标是提高公众对双性人的认识并促进双性人的权利，包括终止强制生殖器正常化手术和LGBT迴轉治療。細細老師呼吁香港政府教育公众了解双性人的情况，将反歧視法扩大到双性人，并停止在未征求双性儿童的意见的情况下强行对他们进行整容手术。她在11歲時成為基督徒。而在面對反對訂立反歧視法的聲浪時，她會以自身同時是雙性人和基督徒的身份作反駁。細細老師曾多次应邀出席各种国际和当地活动，包括在泰国举行的联合国会议，就双性人及其权利问题发表演讲。2018年，她参加了非政府组织Intersex Asia的成立论坛。

## 附註
1. ↑  . 熱血時報.   [2024-09-09]. （原始内容存档于2024-09-09）.
2. 1 2 3  . Intersex Awareness Day. 2015-10-20  [2024-09-05]. （原始内容存档于2024-05-25）.
3. 1 2 3  . Time Out Hong Kong.   [2016-03-24]. （原始内容存档于2016-05-29）.
4. 1 2 3 4  林可欣. . 香港01. 2017-10-21  [2024-09-15]. （原始内容存档于2023-01-02）.
5. 1 2  . 信報財經新聞. 2021-03-01: C03.
6. 1 2 3  . 南華早報.   [2024-09-05]. （原始内容存档于2017-04-05）.
7. 1 2 3  . 明報. 2016-03-06: P10-11.
8. 1 2  . 香港01. 2017-10-21  [2024-09-15]. （原始内容存档于2021-08-02）.
9. ↑  . 立場新聞. 2015-04-24  [2024-09-05]. （原始内容存档于2020-12-02）.
10. ↑  . 香港01. 2018-01-27  [2024-09-15]. （原始内容存档于2024-09-15）.
11. ↑  . GTV. 2015-04-26  [2016-03-24]. （原始内容存档于2019-11-16）.
12. ↑  . Facebook.   [2024-09-05]. （原始内容存档于2019-12-31）.
13. ↑  . 熱血時報. 2015-11-24  [2024-09-05]. （原始内容存档于2016-04-04）.
14. ↑  . 國際陰陽人組織中文版.   [2024-09-05]. （原始内容存档于2021-01-16）.
15. ↑  . 國際陰陽人組織中文版.   [2024-09-05]. （原始内容存档于2020-11-25）.
16. ↑  . 明報. 2015-11-16  [2024-09-05]. （原始内容存档于2016-04-12）.
17. ↑  . Freedom Church. 2014-09-14  [2024-09-05]. （原始内容存档于2016-07-25）.
18. ↑  . Astraea Lesbian Foundation for Justice. 2018-02-14  [2021-03-19]. （原始内容存档于2018-09-05）.